# Жаба ставкова
Жаба ставкова (Pelophylax lessonae) — вид земноводних родини жаб'ячих (Ranidae). Один із найпоширеніших і найчисельніших видів зелених жаб (Pelophylax) Європи.. Вид занесений до Бернської конвенції та ряду інших природоохоронних документів.
Раніше вважалося, що ставкова жаба є підвидом жаби їстівної (Pelophylax esculentus).

## Опис
Жаба невеликих та середніх розмірів (порівняно з іншими видами зелених жаб України), довжина її тулуба рідко перевищує 80 мм. Спинний бік тіла звичайно яскраво-зеленого, зеленого або брунатного кольору, часто розвинена поздовжня спинна смуга та плямистість, черевний бік однотонно білого забарвлення.
Трапляються особини без спинного візерунка та з дрібними плямами в області горла або передньої частини черева. Барабанні перетинки розвинені добре, на нижній частині ступні є високий п'ятковий горбок, наявні плавальні перетинки. Задні кінцівки відносно короткі і, якщо стегнові частини розташувати перпендикулярно поздовжній осі тіла, то надступаковогомілкові (скакові) зчленування звичайно не заходять одне за одне. По боках голови часто наявні смуги, що починаються від кінчика морди проходять через область ніздрів, очей, а інколи й барабанних перетинок.
У самців на перших двох-трьох внутрішніх пальцях передніх кінцівок розвинені темно-брунатні шлюбні мозолі, а на обох боках голови є пара зовнішніх звукових резонаторів білого кольору. В період розмноження тулуб може бути з жовтуватим відтінком.

## Мінливість

### Морфологічна мінливість
Матеріали з мінливості зовнішньоморфологічних ознак Р. lessonae в межах України обмежені. Порівняння 8 показників закарпатських та прикарпатських популяцій свідчить про найістотніші відміни лише за довжиною голови (18,4 і 19,8 мм) та внутрішнього п'яткового горбка (3,8 і 4,2 мм). Тваринам цього комплексу з Київської та Черкаської областей властиве перекривання багатьох мірних ознак зовнішньої морфології, відтак найбільша точність діагностики досягається з використанням комплексу ознак.
За межами України найповніше зовнішньоморфологічні ознаки вивчені в Р. lessonae у Ленінградській області Росії. Було з'ясовано, що самиці одного віку завжди більші від самців, і це особливо добре виявлено у групі п'ятирічних тварин: 58,0 мм самці і 66,9 мм самиці. Статевий диморфізм також відзначений за індексами F./T., L./T.,D. p./L. t. ci., T./L. t. ci., L./L. t. ci. (самиці й самці відповідно). На сході ареалу (Удмуртія, Росія) ці показники ставкової жаби відрізняються.
Особливу цікавість викликають докази того, що індекс T. / L. t. ci. зелених жаб західних популяцій коливається залежно від географічного регіону, і його величина в ставкових жаб з Нідерландів менше 6, в R. lessonae з Румунії, Польщі та Німеччини — менше 7, з Франції — менше 8 (околиці Парижа) або менше 9,5 (північно-східні популяції).
Мінливість зовнішніх ознак, що виявляється у розвитку різного роду аномалій, пов'язана з антропогенним чинником. Так, із 4 зон Казані (зона сильного промислового забруднення, багатоповерхової забудови, малоповерхової забудови, зелена зона), у жаб 2-ї зони (у 1-й зоні Р. lessonae була відсутня) виявлено подвоєння першого пальця на задніх кінцівках (0-7,6 %), у 3-й зоні — крім цієї аномалії (5,2-6,0 %) ще й розвиток додаткового пальця на задніх кінцівках (0-6,1 %). У 4-й зоні порушення були незначні й виявлялися у подвоєнні першого пальця на задніх кінцівках, хоча відзначений також і розвиток тут додаткового пальця. У 0,2 % жаб виявлена циклопія.

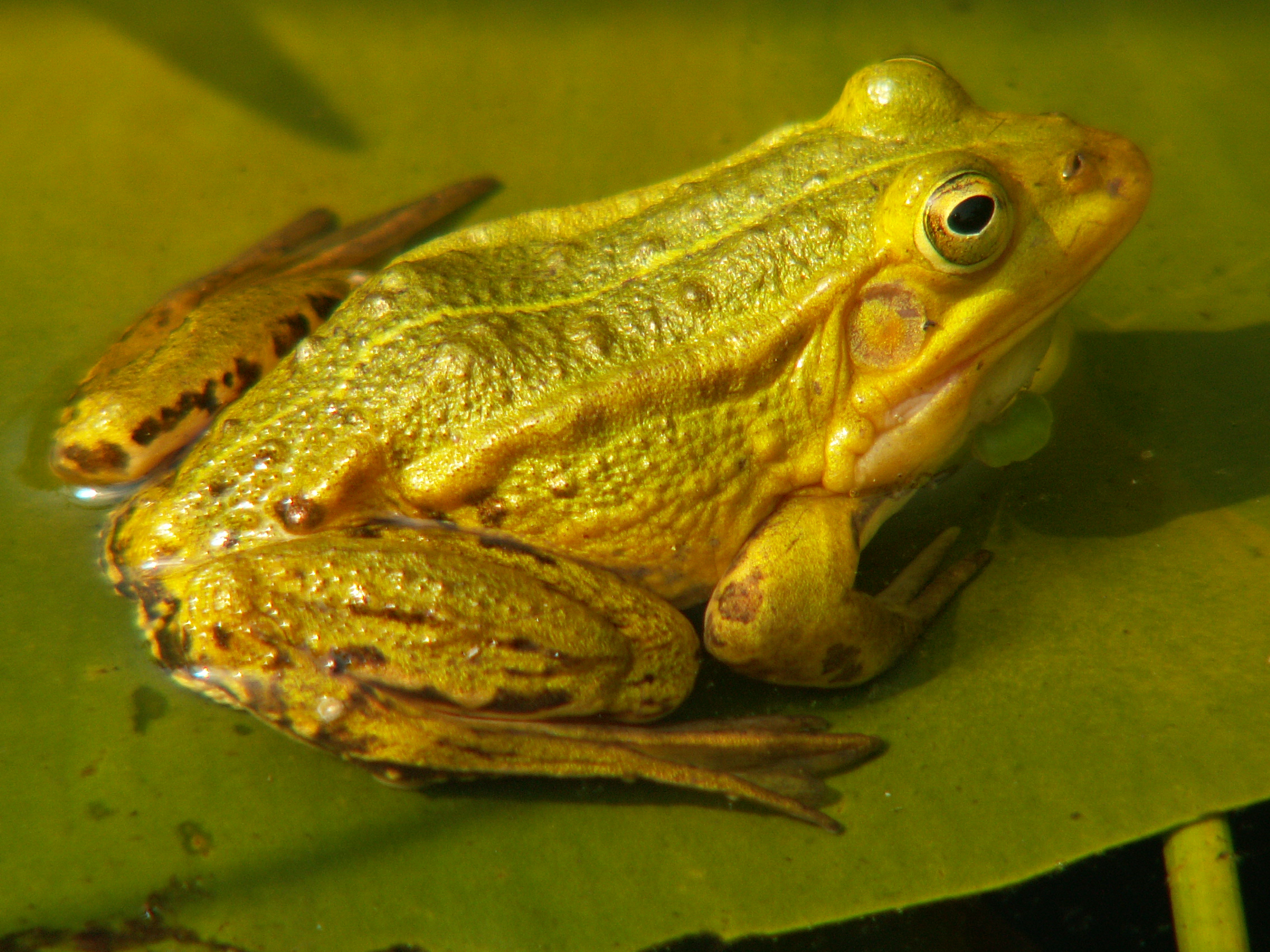
Жаба з однотонним забарвленням

Дані з мінливості візерунка й забарвлення (загальне тло тіла, дорсальні плями, спинна смуга, плями-смуги на кінцівках, пігментація черевного боку) ставкових жаб центральної України вказують на певні відміни між Р. lessonae, Р. ridibundus та Р. esculentus. Разом з тим кожна з використаних ознак характеризується слабкою діагностичною цінністю, хоча їхня відмінна здатність збільшується при комплексному використанні. У всіх випадках доволі легко діагностувалися Р. lessonae та Р. ridibundus.
Світла спинна смуга у ставкових жаб у Росії (Ленінградська область, Луга) розвинена у понад половини особин. Однак її частота у різних вікових групах має тенденцію до зменшення від 71 % у тварин, які щойно пройшли метаморфоз, до 55 % у п'ятирічних. Це ж саме відзначається і у мінливості частоти трапляння тварин зі спинними плямами. В щойно відбулих метаморфоз частка особин без смуги та плям становить 29 %, після першої зимівлі вона спадає до 4 %, а тоді збільшується (14 %, 32 %, 24 %, 45 % на 2-й, 3-й, 4-й та 5-й рік відповідно). Проява однієї з діагностичних ознак (брак плями на горлі та череві) у всіх вікових групах приблизно однакова, і жаби з такою ознакою складають у популяції 74-88 %.

### Генетична мінливість
Диплоїдний набір ставкової жаби з України містить 26 двоплечих хромосом, хромосоми 9-ї пари мають вторинні перетяги. Такі самі характеристики хромосомного набору в Р. lessonae з Московської області Росії. Каріотип зелених жаб зі Швеції та Німеччини не має принципових відмін. В останньому регіоні також відзначена наявність вторинних перетягів, але на гомологах 10-ї пари.
Вимірювання кількості ядерної ДНК Р. lessonae з околиць Києва та з Мукачева показало, що вона в них становить 14,1 ± 0,4 пг. Величина геному (умовні одиниці, порівнювали з R. temporaria) в ставкових жаб на північній межі свого ареалу у
Східній Європі склала 1,27-1,31.
Вивчення мінливості (CV%) цього показника в Р. lessonae з чорнобильської зони України та Білорусі не виявило в них статистично значущого збільшення коефіцієнту варіації у порівнянні з контролем з Ленінградської області.
Вивчення шлюбних криків ставкових жаб (Німеччина, околиці Бонна) показало, що в сезон розмноження на їхню активність впливають температура, опади, освітленість. Одним з лімітуючих факторів є температура води, нижня межа якої становить 14 °C. Самці ставкової жаби характеризуються чотирма типами криків — шлюбного, двох видів територіального та крику звільнення (та двох варіантів проміжного). Збільшення температури води зменшує тривалість крику, інтервал між ними та тривалість групових пульсів.
Одним з інших провідних факторів зміни цих параметрів є розміри самців — більші розміри пов'язані позитивною залежністю зі зменшенням кількості пульсів у групі та різницею в частоті крику. Основні параметри шлюбних криків жаб цього таксона з південніших регіонів (колишня Югославія) практично не відрізняються при температурі 20 °C, і їхня структура представлена 29 груповими пульсами, що повторюються на рівні 24 герц.
Особливу цікавість викликають механізми, які визначають напрямок потоку генів унаслідок вибору партнера при паруванні, у популяціях, представлених різними таксонами. Експериментальним шляхом було встановлено, що понад 70 % самиць Р. lessonae віддають перевагу шлюбним крикам самців свого виду порівняно з криками самців їстівної жаби. Коли самицям ставкової та їстівної жаб пропонували вибір з шлюбних криків самців Р. lessonae та Р. esculentus, то перевага віддавалася першим. Якщо ж вибір здійснювався між хором з шлюбних криків з трикратним переважанням самців ставкової чи самців їстівної жаб, то відмін не спостерігалося.

## Поширення
Поширена від західної частини Франції до Поволжжя на сході (переходить на лівий берег Волги). Північна межа у Західній Європі проходить через Голландію, південну Швецію, далі через північний захід Росії (Ленінградська, Новгородська області), Башкирію та Татарстан. Інтродукована у південній Норвегії. На основі історичних записів, музейних експонатів та сучасних зоогеографічних досліджень робиться припущення, що Р. lessonae є аборигенним видом Великої Британії.
На півдні межа почасти збігається з лісовою (та лісостеповою) зоною і обмежена північчю Італії, північними передгір’ями Альп та Балканами, північчю Румунії, центрально-південними регіонами України. В Україні відома з нижнього плейстоцену-голоцену середньої течії річки Дніпра.
Ставкова жаба водиться на більшій частині України, поширення на півдні пов'язане з межею лісостепової зони. Перебування цих амфібій у степовій частині України, зумовлено, найвірогідніше, наявністю інтразональних форм ландшафту (дельта Дунаю, гирло Дніпра). В межах України висотний розподіл (Карпати) обмежений рівнем до 600 м, але в інших ділянках ареалу ставкову жабу в Західній Європі інколи знаходили на висоті до 1550 м. Населяє стоячі водойми: озера, стави, болота, калюжі та канави з рясною трав'янистою рослинністю. Іноді може зустрічатися у вологих лісах досить далеко від водойм.

## Місця перебування. Чисельність
У виборі біотопів ставкова жаба віддає перевагу слабопроточним або стоячим мілководним водоймам лісової та лісостепової зон на висотах до 600—1550 м, кислотність таких водойм коливається в межах рН = 5,8-7,4.
Спеціальні дослідження чисельності цих амфібій у різних біотопах України вкрай обмежені, за винятком, мабуть, карпатського регіону. Так, за матеріалами 1980-х років чисельність ставкових жаб на 100 м берегової лінії іригаційних каналів чи рибоводних ставків у Закарпатській області становила 25-98 особин. На Прикарпатті відзначається 1 особина на 5,6-100 м² залежно від специфіки біотопу.
У Київській області, в околицях селища Біличі, чисельність ставкових жаб становила 68,4 %, селища Новобіличі — 58,4 %, селища Феофанія — 6,5 % у мішаній (були також присутні P. ridibundus та P. esculentus) популяції зелених жаб.
За межами української частини ареалу в Нерусо-Діснянському Поліссі (Росія) є найпоширенішою і найчисельнішою серед зелених жаб регіону. Населяє різноманітні слабопроточні і стоячі водойми, як лісові (малі річки,  струмки, озера, болота, ставки, канави тощо), так і заплавні (озера середніх і великих річок). Чисельність може складати близько 30 ос./100 м берегової лінії водойми.
У Білорусії чисельність складає 5—80 ос./100 м берега; щільність популяції в дібровах — 40—50 ос./га, на заплавних луках — 5—15 ос./га. Чисельність дорослих жаб у східних ділянках ареалу може складати 1 особину на 3—8 м², а цьоголітків у перші дні після метаморфозу — до 5—10 особин на 1 м².

## Особливості біології

### Активність
Навесні з'являється у квітні залежно від весняних температур (регіону пробування), температура води при цьому має бути не нижче 8 °C, а ґрунту 1 °C. Дослідження цього виду в Австрії (Tunner, 1994) виявило унікальний випадок, коли післязимувальні міграції цього виду на місця нересту склали відстань у 15 км.
Дані щодо специфіки добової активності ставкових жаб України обмежені. Спостереження, проведені в околицях Ужгорода у травні 1975 р., показали, що активність тварин цього виду посилюється від вранішніх годин до післяобідньої пори, потім знижується до 18-ї години і знову зростає до 20-22 години. Інші автори також підтверджують, що ставковим жабам у сезон нересту характерна двофазна активність: з 12-ї до 16-ї години вдень та з 20-ї до 22-ї години увечері.

### Розмноження. Розвиток

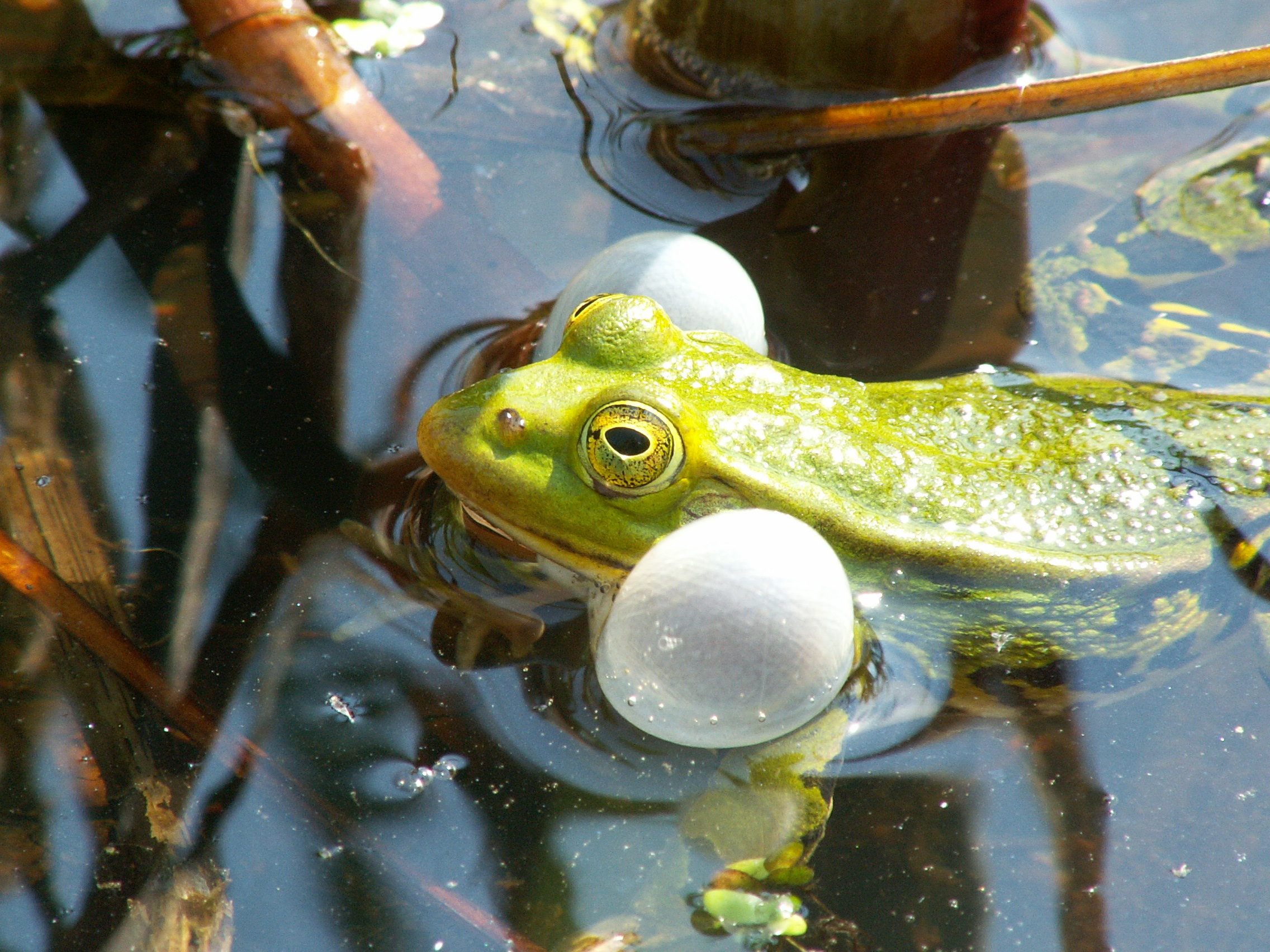
Самець виконує шлюбну пісню з допомогою резонаторів

Нерест починається приблизно через 2-3 тижні після виходу з місць зимівлі, і початок розмноження на Закарпатті припадає на другу половину квітня — травень; сезон нересту тут триває приблизно до середини червня. Під час нересту самці здатні охороняти свої індивідуальні ділянки. Середня чисельність ікринок у Р. lessonae на Закарпатті становить близько 2470 штук, а їхній діаметр 1,4-1,8 мм.
Ікру самка відкладає грудочками біля поверхні води в достатньо глибокому місці водойми. Вихід личинок з ікри відбувається через 4-12 днів, що певною мірою зумовлено температурою води. Менш ніж через 1 тиждень з’являються пуголовки, які через 3-3,5 місяці перетворюються на молодих жаб. Статева зрілість настає у віці 2-3 роки.
Самці стають статевозрілими вже після першої зимівлі з досягненням розмірів тіла 43,3-49,7 мм, але все ж більша частина генерації починає брати участь у розмноженні після 2-ї зимівлі; максимальний вік цих тварин становить близько 6 років (у східніших ділянках ареалу у Волзько-Камському заповіднику — 12 років). Тут же (Росія, Ленінградська обл., м. Луга) вікова структура характеризувалася переважанням жаб віком 1 рік (37,8 %); чисельність Р. lessonae віком 2 років становила 13,4 %, 3 років — 23,9 %, 4 років— 18,2 %, 5 років — 5,7 % та 6 років — лише 1 %. Таким чином, більша частина популяції представлена тваринами віком 1-4 роки.
Середній вік статевозрілих самиць ставкових жаб з Івановської області Росії на 0,7-1 рік перевищує вік самців, а максимальний вік становить 7 років, при середніх строках настання статевої зрілості 3-4 роки.

### Живлення
Личинки живляться в основному водоростями, а в складі раціону дорослих переважають комахи, яким найчастіше властива денна активність. Судячи з аналізу складу вмісту шлунків 25 особин із Закарпаття перевага віддається двокрилим (близько 20 % трапляння), мурашкам та свинкам (по 16 %), турунам та їздцям (по 12 %), а також іншим комахам: водоміркам, попикам, колорадським жукам тощо. В інших ділянках ареалу в складі їжі також наявні молюски, дощові черви, ракоподібні. У порівнянні з озерною жабою, частка хребетних (передовсім риб), істотно нижча. 

## Структура і динаміка популяції
Матеріали з чисельного співвідношення статей у популяціях України свідчать про переважання самців (65 %, вибірка з 75 особин із Закарпаття). У популяціях ставкової жаби за межами України (північ європейської частини Росії) чисельність самців спочатку перевищує кількість самиць у 2,5 рази (після першої зимівлі), а потім поступово спадає й до 5-6-річному віку співвідношення статей приблизно вирівнюється.
Чисельність цьоголітків у Волзько-Камському краї (Поволжя, Росія) становить понад 83 % загальної чисельності популяції, але ці відміни, порівняно з раніш наведеними даними, можуть бути зумовлені різними методами обліку.

## Вороги
Загибель на водній стадії (личинки) часто пов'язана с пересиханням водойм. Ставковими жабами живляться практично всі коловодні види рептилій, птахів та ссавців, а для окремих видів хребетних — вужів (Natrix natrix, N. tesselata), гомілкових птахів (Ciconiiformes), норок (Mustela) та деяких інших, вони можуть складати основну частину живлення.

## Охорона
Вид занесений до Додатку III «Бернської конвенції» (охоронна категорія: види, що підлягають охороні). На регіональному рівні в Україні занесений до Червоного списку тварин Харківської області.
Порівняно з іншим близьким видом зелених жаб (Р. ridibundus), ставкові жаби не такий лабільний вид і серед основних факторів, що впливають на чисельність популяцій слід усе ж відмітити антропогенний прес. Раніше ставкові жаби становили близько 65 % серед земноводних, що їх заготовляли на медичну та навчально-методичну мету, стан цього питання у нинішній час невідомий.

## Практичне значення
Раніше ставкові жаби становили близько 65 % серед земноводних, що їх заготовляли на медичну та навчально-методичну мету, стан цього питання в нинішній час невідомий.

## Систематика
Раніше вважалося, що ставкова жаба є підвидом жаби їстівної Р. esculentus (Р. esculentus lessonae), і остання трапляється в межах більшої частини України, а Р. esculentus esculentus живе в пониззі Дунаю та на Закарпатті.
Наступні дослідження, включно з експериментальними даними підтвердили видову самостійність ставкової жаби, яка разом з озерною жабою є одним з батьківських видів таксона гібридогенного походження Р. esculentus, і всі вони входять до роду Pelophylax. У зв'язку з цим чимало матеріалів з морфології та біології зелених жаб, опублікованих раніше, потребують урахування цих обставин, оскільки викладені у них відомості можуть стосуватися цього комплексу в цілому, тобто Р. ridibundus, Р. lessonae і Р. esculentus.
За сучасними уявленнями Р. lessonae вважається монотиповим видом. Її відділення від спільного з озерною жабою предка, судячи з даних імунологічного дослідження, відбулося близько 12 млн років тому.